# تومي شو
تومي شو (بالإنجليزية: Tommy Shaw)‏ هو عازف قيثارة ومغني وكاتب أغاني أمريكي، ولد في 11 سبتمبر 1953 في مونتغومري في الولايات المتحدة.

## وصلات خارجية
- الموقع الرسمي
- تومي شو على موقع IMDb (الإنجليزية)
- تومي شو على موقع ميوزك برينز (الإنجليزية)
- تومي شو على موقع قاعدة بيانات برودواي على الإنترنت (الإنجليزية)
- تومي شو على موقع إن إن دي بي (الإنجليزية)
- تومي شو على موقع أول ميوزيك (الإنجليزية)
- تومي شو على موقع ديسكوغز (الإنجليزية)
- تومي شو على موقع قاعدة بيانات الفيلم (الإنجليزية)